# Archiv výtvarného umění
Spolek (předtím občanské sdružení) Archiv výtvarného umění vznikl v roce 2003 s cílem převzít, zpracovat a zpřístupnit archiv dokumentů o výtvarném umění, který založil v roce 1984 Jiří Hůla jako součást činnosti Galerie H v Kostelci nad Černými lesy. Pro zpracování shromážděných dokumentů byl vyvinut informační systém abART. 

## Archiválie
Archiv je od svého založení v roce 1984 nevýběrový – shromažďuje a zpracovává veškeré dokumenty o českém a slovenském výtvarném umění 20. a 21. století až do současnosti (katalogy, pozvánky, plakáty, texty, časopisy, knihy, výstřižky, parte, tiskové zprávy, vizitky, fotografie, diapozitivy, CD, aj.). Svým rozsahem – řádově statisíce archivních jednotek – je zřejmě největší takto specializovanou sbírkou. Zvláštním oddílem je typografická sbírka s více než 30 000 svazky. Duplicitní materiály jsou nabízeny nekomerčním subjektům k výměně, ostatním zájemcům k prodeji na připojeném eshopu. 
V roce 2018 byly archiválie přestěhovány do pronajatých skladů v ulici Pod Terebkou 1139/15, Praha 4-Nusle. Vedle skladů je zde i veřejně přístupná studovna.

## Informační systém abART
Na zpracování dokumentů vyvíjí a provozuje od roku 2003 Archiv výtvarného umění vlastní informační systém abART, který je obsáhlou databází českého a slovenského umění. Základní údaje a vazby se získávají z dokumentů uložených v depozitáři. Od července roku 2006 je databáze zdarma přístupná na internetu na adrese www.isabart.org pro řadu cílových skupin – např. studenty, teoretiky umění, kulturní pracovníky, novináře, publicisty, knihovníky, galeristy, sběratele, nakladatele, informační centra i umělce samotné.     
Základním principem je všestranné propojení vkládaných dat. Informace odkazují na pramenné zdroje, zatím převážně na tištěné a hmotné dokumenty uložené v Archivu. K začátku listopadu 2022 je v něm obsaženo 177 423 osob, zpracováno 102 706 výstav a akcí, 245 720 dokumentů a vytvořeno 3 150 963 základních vazeb, přičemž zpracovaná je zatím jenom část fondu.

## Knihovna a nakladatelství
Od ledna 2010 Archiv provozuje knihovnu se studovnou a s menším výstavním prostorem v 1. patře Centra současného umění DOX, v Praze 8-Holešovicích. Archiv se okrajově zabývá také publikační činností knih o umění.